# 林家やま彦
林家 やま彦（はやしや やまびこ、1995年9月26日 - ）は、東京都出身の落語家。出囃子∶『やまびこごっこ』。紋∶光琳蔦。本名∶伊東  瞭。

## 経歴
2016年7月、林家彦いちに入門。2017年6月21日、前座となり楽屋入り。前座名は「やまびこ」。
2021年3月1日、林家きよ彦、春風亭与いち、三遊亭歌彦と共に二ツ目昇進、「林家やま彦」と改名。

## 芸歴
- 2016年7月 - 林家彦いちに入門[1]。
- 2017年6月 - 前座となる、前座名「やまびこ」[1]。
- 2021年3月 - 二ツ目昇進、「林家やま彦」と改名[1]。

## 人物
落語協会二ツ目の勉強会「チャノマ」メンバー。

## 出演

### 映画
- 二つ目物語（2022年、林家しん平監督、クロスロード） - 前座の三角　役

## 著書
- 『林家木久扇一門本 〜天下御免のお弟子たち〜』 木久扇と弟子たち（著） （秀和システム、2022年1月） ISBN 978-4798066066